# Blaufärberei (Herford)

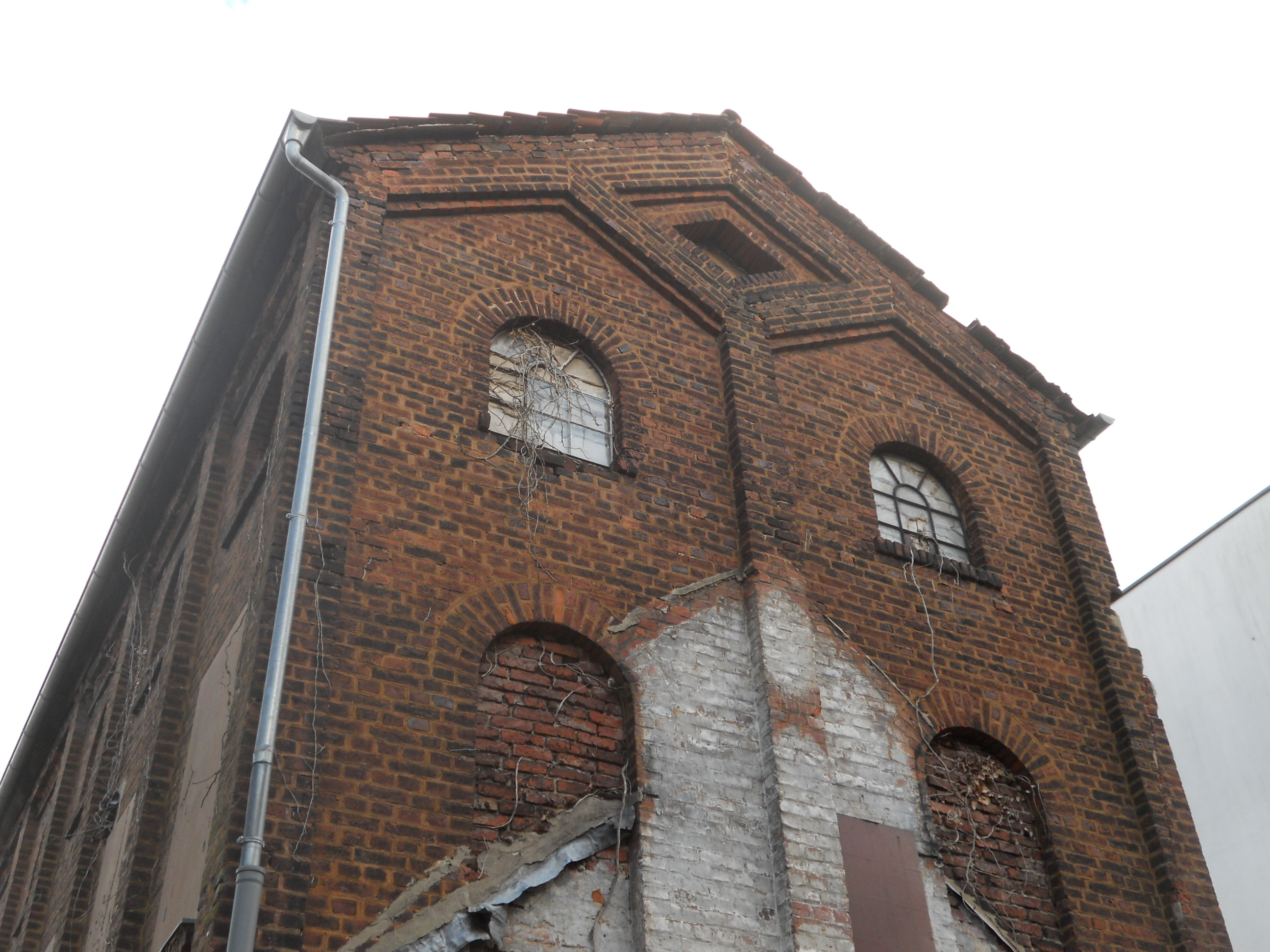
Blaufärberei Herford,
Komturstraße 18/20

Die Blaufärberei ist ein unter Denkmalschutz stehendes ehemaliges Fabrikgebäude in der ostwestfälischen Stadt Herford, in dem zunächst Textilien gefärbt wurden; später hatte es verschiedene andere Funktionen. Es ist das erste als Fabrik genutzte Gebäude in Herford.

## Lage und Beschreibung
Das Fabrikgebäude ist ein dreistöckiger Backsteinbau in der Herforder Neustadt zwischen der Komturstraße und der Straße „An der Bowerre“, wobei sich letztere Straße dort befindet, wo bis in die 1970er Jahre die Bowerre floss. Das Wasser der Bowerre wurde zum Antrieb der Produktionsmaschinen für die Blaufärberei gebraucht.
Das Maschinenhäuschen, das direkt an der früheren Bowerre lag, musste wegen Baufälligkeit abgerissen werden.

## Geschichte
Das Gebäude wurde 1856/1857 für die Leinenkittel-Blaufärberei Budde & Münter errichtet. 1867 übernahmen Wilhelm und Gustav Ernstmeier die Blaufärberei, um dort bis zum Umzug in die neuen Gebäude an der Mindener Straße im Jahr 1882 Kappleinen für die Verpackung von Tuchen herzustellen.
Von 1900 bis in die 1960er Jahre produzierte die Dragée- und Zuckerwarenfabrik Dresing an dem Standort unter anderem ihre Bonbons der Marke Amami. Danach befand sich im Erdgeschoss eine Strickerei. Außerdem diente das Gebäude als Fabrikationsgeschäft und Lager der Lederwarenfabrik Kunst.
Nachdem das Gebäude jahrelang leer gestanden hatte, vermietete Leder-Kunst 1962 die zweite Etage an den Jazz-Club January, der dort sein Quartier bezog. Zu jener Zeit befand sich im Erdgeschoss noch die Strickerei, während das erste Geschoss leer stand. Nachdem die Etage von den Mitgliedern des Jazz-Clubs vollständig renoviert worden war, gab es im März 1963 eine große Eröffnungsveranstaltung. Die Jugendlichen, die dort verkehrten, fühlten sich als etwas Besonderes. Es waren in der Regel Gymnasiasten. Sie wollten ihren Club nicht jedermann öffnen und installierten am Eingang eine Klingel und eine Sprechanlage. Später war der Jazz-Club ein Treffpunkt der rebellischen 68er Jugend. Auch Musiker wie Klaus Doldinger und Hannes Wader gaben dort Konzerte. Die Herforder Rote-Punkt-Aktion hatte hier ihre Wurzeln. 1970 wurde den Mietern des Jazz-Clubs gekündigt. Vermieter Kunst wollte die Jugendlichen in seinem Haus nicht mehr ertragen.
Seit den 1980er Jahren steht das Gebäude wieder leer und seit dem 13. März 1985 steht es unter Denkmalschutz.
Bis 2017 gehörte das Gebäude der Westfälischen Textilwerk Adolf Ahlers Stiftung & Co. KG. Der Unternehmer und Kunstsammler Jan Ahlers hatte es als Standort für seine Kunstsammlung vorgesehen und im Frühjahr 2002 eine Bauvoranfrage für den Umbau bei der Stadtverwaltung eingereicht. Dabei sollte das unter Denkmalschutz stehende gotische Bürgermeisterhaus an der Höckerstraße 4 mit einbezogen werden. Da der Kauf dieses Hauses jedoch nicht zustande kam, wurde das Projekt nicht verwirklicht. 2017 wurde das Gebäude daher an einen privaten Investor verkauft. Nachdem es 2021 erneut verkauft worden ist, soll es 2022 in Abstimmung mit dem Denkmalschutz zu einem Wohngebäude mit 200 Quadratmetern Wohnfläche im Loftstil mit einem kleinen Anbau umgebaut werden.